# Холтен, Расмус
Ра́смус Хо́лтен (норв. Rasmus Holten; род. 20 февраля 2005) — норвежский футболист, защитник клуба «Мьёндален».

## Клубная карьера
Холтен — воспитанник клубов «Фана» и «Бранн». 13 мая 2023 года в матче против «Сарпсборг 08» он дебютировал в Типпелиге в составе последнего. В том же году Холтен на правах аренды перешёл в «Мьёндален». 5 августа в матче против «Хёдда» он дебютировал в Первой лиге Норвегии. 6 апреля 2024 года в поединке против «Согндала» Расмус забил свой первый гол за «Мъёндален».

## Международная карьера
В 2023 году в составе юношеской сборной Норвегии Холтен принял участие в юношеском чемпионате Европы на Мальте. На турнире он сыграл в матче против команды Греции.
В 2024 году в составе юношеской сборной Норвегии Холтен принял участие в юношеском чемпионате Европы в Северной Ирландии. На турнире он сыграл в матчах против сборных Италии, Украины, Северной Ирландии и Турции.